# Жовтушник білоцвітий
{{#ifeq:0|0|{{#if:|{{#if:Erysimumleucanthemum|[[]}}|}}}}
Жовтушник білоцвітий (Erysimum leucanthemum) — вид трав'янистих рослин родини капустяні (Brassicaceae), поширений від Молдови до Вірменії. Етимологія: дав.-гр. λευκοϛ — «білий», дав.-гр. ανϑεμον — «квітка».

## Опис
Дворічна рослина 30–50 см завдовжки. Стручки 2–5 см завдовжки, прямостійні, притиснуті до осі суцвіття або трохи відхилені, циліндричні, 2–4 см завдовжки, майже на таких же товстих плодоніжках. Стебла і листки сіруваті від досить густого запушення з 2-роздільних або частіше 3-роздільних волосків, на стручках запушення зірчасте.

## Поширення
Європа: Молдова, Україна, південь Росії; Азія: Вірменія.
В Україні зростає на степах, кам'янистих схилах і солонцях — у Степу і Криму (ок. Балаклави, на Керченському півострові). Входить до переліку видів, які перебувають під загрозою зникнення на території м. Севастополя.